# Curling-Juniorenweltmeisterschaft 2009
Die Curling-Juniorenweltmeisterschaft 2009 wurde vom 5. bis 15. März im kanadischen Vancouver ausgetragen. Die Meisterschaft war zugleich ein Test für das Curlingturnier im Rahmen der Olympischen Spiele in Vancouver 2010, welches im selben Stadion und mit sehr ähnlichem Ablauf stattfand.

## Männer

### Teilnehmer
| Land                | Fourth              | Third               | Second               | Lead                  | Alternate       |
| ------------------- | ------------------- | ------------------- | -------------------- | --------------------- | --------------- |
| Volksrepublik China | Zang Jialiang       | Ji Yansong          | Chen Luan            | Li Guangxu            | Huang Jihui     |
| Dänemark            | Rasmus Stjerne      | Mikkel Krause       | Oliver Dupont        | Troels Harry          | Martin Poulsen  |
| Deutschland         | Konstantin Kämpf    | Alexander Kämpf     | Marc Bastian         | Philipp Häckelsmiller | Vincent Templin |
| Kanada              | Brett Gallant       | Adam Casey          | Anson Carmody        | Jamie Danbrock        | Stephen Burgess |
| Norwegen            | Kristian Rolvsfjord | Steffen Mellemseter | Steffen Walstad      | Markus Høiberg        | Frode Bjerke    |
| Russland            | Andrei Drosdow      | Alexei Stukalski    | Artem Boldusev       | Valentin Demenkov     | Victor Kornev   |
| Schottland          | Graeme Black        | Ally Fraser         | Steven Mitchell      | Thomas Sloan          | Glen Muirhead   |
| Schweden            | Kristian Lindström  | Oskar Eriksson      | Christoffer Sundgren | Henrik Leek           |                 |
| Schweiz             | David Bartschiger   | Marc Pfister        | Claudio Pätz         | Enrico Pfister        | Roger Meier     |
| Vereinigte Staaten  | Chris Plys          | Aanders Brorson     | Matthew Perushek     | Matt Hamilton         | Aaron Wald      |

### Round Robin
| Datum | Zeit  | Begegnung                                | Resultat |
| ----- | ----- | ---------------------------------------- | -------- |
| 5.3.  | 14:00 | Norwegen – Kanada                        | 5:6      |
|       |       | Schweden – Russland                      | 8:3      |
|       |       | Dänemark – Deutschland                   | 8:3      |
|       |       | Schottland – Vereinigte Staaten          | 6:7      |
| 6.3.  | 09:00 | Volksrepublik China – Schweiz            | 4:5      |
|       |       | Dänemark – Vereinigte Staaten            | 7:3      |
|       |       | Kanada – Schweden                        | 10:4     |
|       |       | Russland – Norwegen                      | 5:7      |
|       | 19:00 | Schottland – Deutschland                 | 7:5      |
|       |       | Schweiz – Kanada                         | 9:10     |
|       |       | Norwegen – Vereinigte Staaten            | 8:9      |
|       |       | Schweden – Volksrepublik China           | 7:6      |
| 7.3.  | 14:00 | Russland – Dänemark                      | 5:7      |
|       |       | Schottland – Volksrepublik China         | 3:9      |
|       |       | Deutschland – Kanada                     | 6:8      |
|       |       | Norwegen – Schweiz                       | 5:4      |
| 8.3.  | 09:00 | Schweden – Vereinigte Staaten            | 6:5      |
|       |       | Deutschland – Schweiz                    | 3:8      |
|       |       | Russland – Schottland                    | 9:5      |
|       |       | Volksrepublik China – Dänemark           | 7:4      |
|       | 19:00 | Kanada – Russland                        | 9:4      |
|       |       | Norwegen – Schweden                      | 10:7     |
|       |       | Schweiz – Dänemark                       | 6:7      |
|       |       | Vereinigte Staaten – Deutschland         | 11:3     |
| 9.3.  | 14:00 | Schweiz – Schottland                     | 6:4      |
|       |       | Kanada – Dänemark                        | 7:5      |
|       |       | Volksrepublik China – Russland           | 6:7      |
|       |       | Deutschland – Norwegen                   | 3:8      |
| 10.3. | 09:00 | Deutschland – Schweden                   | 6:11     |
|       |       | Volksrepublik China – Norwegen           | 8:4      |
|       |       | Vereinigte Staaten – Schweiz             | 5:4      |
|       |       | Kanada – Schottland                      | 4:6      |
|       | 19:00 | Kanada – Volksrepublik China             | 8:6      |
|       |       | Vereinigte Staaten – Russland            | 8:5      |
|       |       | Schottland – Norwegen                    | 8:6      |
|       |       | Dänemark – Schweden                      | 8:5      |
| 11.3. | 14:00 | Schweden – Schottland                    | 6:5      |
|       |       | Deutschland – Volksrepublik China        | 8:4      |
|       |       | Schweiz – Russland                       | 8:7      |
| 12.3. | 08:30 | Dänemark – Norwegen                      | 9:6      |
|       |       | Vereinigte Staaten – Kanada              | 3:9      |
|       | 19:00 | Vereinigte Staaten – Volksrepublik China | 10:5     |
|       |       | Russland – Deutschland                   | 8:1      |
|       |       | Schweden – Schweiz                       | 7:4      |
|       |       | Schottland – Dänemark                    | 1:9      |

| Platz | Team                | Spiele | Siege | Ndlg. |
| ----- | ------------------- | ------ | ----- | ----- |
| 1.    | Kanada              | 9      | 8     | 1     |
| 2.    | Dänemark            | 9      | 7     | 2     |
| 3.    | Vereinigte Staaten  | 9      | 6     | 3     |
|       | Schweden            | 9      | 6     | 3     |
| 5.    | Norwegen            | 9      | 4     | 5     |
| 6.    | Schweiz             | 9      | 4     | 5     |
| 7.    | Russland            | 9      | 3     | 6     |
| 8.    | Volksrepublik China | 9      | 3     | 6     |
| 9.    | Schottland          | 9      | 3     | 6     |
| 10.   | Deutschland         | 9      | 1     | 8     |

### Playoffs
|  | Page-Playoffs | Page-Playoffs      | Page-Playoffs |                    |   | Halbfinale | Halbfinale | Halbfinale         |   |  | Finale | Finale   | Finale |
|  |               |                    |               |                    |   |            |            |                    |   |  |        |          |        |
|  | 1             | Kanada             | 11            |                    |   |            |            |                    |   |  | 1      | Kanada   | 6      |
|  | 2             | Dänemark           | 5             |                    |   |            |            |                    |   |  | 2      | Dänemark | 9      |
|  | 2             | Dänemark           | 5             |                    | 2 | Dänemark   | 9          |                    |   |  | 2      | Dänemark | 9      |
|  |               |                    |               |                    |   |            | 9          |                    |   |  |        |          |        |
|  |               |                    | 3             | Vereinigte Staaten | 4 |            |            |                    |   |  |        |          |        |
|  | 3             | Vereinigte Staaten | 3             | Vereinigte Staaten | 4 | 7          | 3          | Vereinigte Staaten | 9 |  |        |          |        |
|  | 3             | Vereinigte Staaten |               |                    |   |            | 3          | Vereinigte Staaten | 9 |  |        |          |        |
|  | 4             | Schweden           | 5             |                    |   |            |            |                    |   |  | 4      | Schweden | 4      |

### Endstand
| Platz | Land                |
| ----- | ------------------- |
| 1     | Dänemark            |
| 2     | Kanada              |
| 3     | Vereinigte Staaten  |
| 4     | Schweden            |
| 5     | Norwegen            |
| 6     | Schweiz             |
| 7     | Russland            |
| 8     | Volksrepublik China |
| 9     | Schottland          |
| 10    | Deutschland         |

## Frauen

### Teilnehmerinnen
| Land               | Fourth              | Third              | Second                  | Lead                      | Alternate              |
| ------------------ | ------------------- | ------------------ | ----------------------- | ------------------------- | ---------------------- |
| Dänemark           | Mette de Neergaard  | Marie de Neergaard | Natasha Hinze Glenstrøm | Charlotte Thure Clemmesen | Christine Svensen      |
| Frankreich         | Marie Coulout       | Solene Coulot      | Anna Li                 | Manon Humbert             | Anne-Claire Beaubestre |
| Japan              | Satsuki Fujisawa    | Shiori Fujisawa    | Yui Okabe               | Madoka Shinoo             | Tsuchiya Kai           |
| Kanada             | Kaitlyn Lawes       | Jenna Loder        | Laryssa Grenkow         | Breanne Meakin            | Kalynn Park            |
| Russland           | Margarita Fomina    | Jekaterina Galkina | Anna Sidorowa           | Daria Kozlova             | Galina Arsenkina       |
| Schottland         | Eve Muirhead        | Anna Sloan         | Vicki Adams             | Sarah MacIntyre           | Key Adams              |
| Schweden           | Anna Hasselborg     | Agnes Knochenhauer | Sofie Siden             | Zandra Flyg               | Sara McManus           |
| Schweiz            | Marisa Winkelhausen | Martina Baumann    | Franziska Kaufmann      | Isobel Kurt               | Nicole Dunki           |
| Tschechien         | Anna Kubeskova      | Linda Klímova      | Tereza Plíšková         | Eliska Jalovcova          | Martina Strnadova      |
| Vereinigte Staaten | Alexandra Carlson   | Tabitha Peterson   | Tara Peterson           | Sophie Brorson            | Molly Bonner           |

### Round Robin
| Datum | Zeit  | Begegnung                           | Resultat |
| ----- | ----- | ----------------------------------- | -------- |
| 5.3.  | 09:00 | Frankreich – Schottland             | 2:11     |
|       |       | Kanada – Dänemark                   | 10:2     |
|       |       | Japan – Vereinigte Staaten          | 8:9      |
|       |       | Schweiz – Czech Republic            | 10:2     |
|       | 19:30 | Russland – Schweden                 | 7:2      |
|       |       | Japan – Czech Republic              | 4:8      |
|       |       | Schottland – Kanada                 | 3:8      |
|       |       | Dänemark – Frankreich               | 8:7      |
| 6.3.  | 14:00 | Schweiz – Vereinigte Staaten        | 10:7     |
|       |       | Schweden – Schottland               | 1:7      |
|       |       | Frankreich – Czech Republic         | 10:6     |
|       |       | Kanada – Russland                   | 6:4      |
| 7.3.  | 09:00 | Dänemark – Japan                    | 6:5      |
|       |       | Schweiz – Russland                  | 5:7      |
|       |       | Vereinigte Staaten – Schottland     | 9:11     |
|       |       | Frankreich – Schweden               | 4:10     |
|       | 19:00 | Kanada – Czech Republic             | 10:6     |
|       |       | Vereinigte Staaten – Schweden       | 10:6     |
|       |       | Dänemark – Schweiz                  | 6:10     |
|       |       | Russland – Japan                    | 10:7     |
| 8.3.  | 19:00 | Schottland – Dänemark               | 8:7      |
|       |       | Frankreich – Kanada                 | 7:4      |
|       |       | Schweden – Japan                    | 4:9      |
|       |       | Czech Republic – Vereinigte Staaten | 5:13     |
| 9.3.  | 09:00 | Schweden – Schweiz                  | 7:8      |
|       |       | Schottland – Japan                  | 9:8      |
|       |       | Russland – Dänemark                 | 10:1     |
|       |       | Vereinigte Staaten – Frankreich     | 6:7      |
|       | 19:00 | Vereinigte Staaten – Kanada         | 10:3     |
|       |       | Russland – Frankreich               | 11:3     |
|       |       | Czech Republic – Schweden           | 5:7      |
|       |       | Schottland – Schweiz                | 5:8      |
| 10.3. | 14:00 | Schottland – Russland               | 9:8      |
|       |       | Czech Republic – Dänemark           | 8:4      |
|       |       | Schweiz – Frankreich                | 7:5      |
|       |       | Japan – Kanada                      | 4:13     |
| 11.3. | 09:00 | Kanada – Schweiz                    | 8:2      |
|       |       | Vereinigte Staaten – Russland       | 3:9      |
|       |       | Schweden – Dänemark                 | 6:2      |
|       | 19:00 | Japan – Frankreich                  | 8:6      |
|       |       | Czech Republic – Schottland         | 4:8      |
| 12.3. | 13:00 | Czech Republic – Russland           | 9:6      |
|       |       | Dänemark – Vereinigte Staaten       | 8:5      |
|       |       | Kanada – Schweden                   | 4:7      |
|       |       | Schweiz – Japan                     | 7:5      |

| Platz | Team               | Spiele | Siege | Ndlg. |
| ----- | ------------------ | ------ | ----- | ----- |
| 1.    | Schweiz            | 9      | 7     | 2     |
|       | Schottland         | 9      | 7     | 2     |
| 3.    | Kanada             | 9      | 6     | 3     |
|       | Russland           | 9      | 6     | 3     |
| 5.    | Vereinigte Staaten | 9      | 4     | 5     |
| 6.    | Schweden           | 9      | 4     | 5     |
| 7.    | Tschechien         | 9      | 3     | 6     |
| 8.    | Dänemark           | 9      | 3     | 6     |
| 9.    | Frankreich         | 9      | 3     | 6     |
| 10.   | Japan              | 9      | 2     | 7     |

### Playoffs
|  | Page-Playoffs | Page-Playoffs | Page-Playoffs |        |   | Halbfinale | Halbfinale | Halbfinale |   |  | Finale | Finale     | Finale |
|  |               |               |               |        |   |            |            |            |   |  |        |            |        |
|  | 1             | Schottland    | 7             |        |   |            |            |            |   |  | 1      | Schottland | 8      |
|  | 2             | Schweiz       | 4             |        |   |            |            |            |   |  | 3      | Kanada     | 6      |
|  | 2             | Schweiz       | 4             |        | 2 | Schweiz    | 3          |            |   |  | 3      | Kanada     | 6      |
|  |               |               |               |        |   |            | 3          |            |   |  |        |            |        |
|  |               |               | 3             | Kanada | 9 |            |            |            |   |  |        |            |        |
|  | 3             | Kanada        | 3             | Kanada | 9 | 4          | 2          | Schweiz    | 5 |  |        |            |        |
|  | 3             | Kanada        |               |        |   |            | 2          | Schweiz    | 5 |  |        |            |        |
|  | 4             | Russland      | 3             |        |   |            |            |            |   |  | 4      | Russland   | 4      |

Spiel 1v2 13. März, 19:00
| Team       |    | 1 | 2 | 3 | 4 | 5 | 6 | 7 | 8 | 9 | 10 | Gesamt |
| ---------- | -- | - | - | - | - | - | - | - | - | - | -- | ------ |
| Schottland |    | 0 | 0 | 3 | 0 | 1 | 0 | 0 | 0 | 3 | X  | 7      |
| Schweiz    | 🔨 | 0 | 0 | 0 | 1 | 0 | 2 | 1 | 0 | 0 | X  | 4      |

Spiel 3v4: 13. März, 19:00
| Team     |    | 1 | 2 | 3 | 4 | 5 | 6 | 7 | 8 | 9 | 10 | Gesamt |
| -------- | -- | - | - | - | - | - | - | - | - | - | -- | ------ |
| Kanada   | 🔨 | 0 | 0 | 1 | 1 | 0 | 1 | 0 | 0 | 0 | 1  | 4      |
| Russland |    | 0 | 0 | 0 | 0 | 1 | 0 | 1 | 0 | 1 | 0  | 3      |

Halbfinale: 14. März, 19:00
| Team    |    | 1 | 2 | 3 | 4 | 5 | 6 | 7 | 8 | 9 | 10 | Gesamt |
| ------- | -- | - | - | - | - | - | - | - | - | - | -- | ------ |
| Schweiz | 🔨 | 0 | 1 | 0 | 0 | 0 | 1 | 0 | 1 | X | X  | 3      |
| Kanada  |    | 2 | 0 | 0 | 3 | 1 | 0 | 3 | 0 | X | X  | 9      |

Spiel um Platz 3 15. März, 13:00
| Team     |    | 1 | 2 | 3 | 4 | 5 | 6 | 7 | 8 | 9 | 10 | Gesamt |
| -------- | -- | - | - | - | - | - | - | - | - | - | -- | ------ |
| Russland |    | 0 | 1 | 0 | 0 | 2 | 0 | 0 | 1 | 0 | 0  | 4      |
| Schweiz  | 🔨 | 1 | 0 | 0 | 1 | 0 | 0 | 1 | 0 | 0 | 2  | 5      |

Finale: 15. März 13:00
| Team       |    | 1 | 2 | 3 | 4 | 5 | 6 | 7 | 8 | 9 | 10 | Gesamt |
| ---------- | -- | - | - | - | - | - | - | - | - | - | -- | ------ |
| Schottland | 🔨 | 2 | 0 | 0 | 0 | 2 | 0 | 2 | 0 | 1 | 1  | 8      |
| Kanada     |    | 0 | 0 | 2 | 1 | 0 | 1 | 0 | 2 | 0 | 0  | 6      |

### Endstand
| Platz | Land               |
| ----- | ------------------ |
| 1     | Schottland         |
| 2     | Kanada             |
| 3     | Schweiz            |
| 4     | Russland           |
| 5     | Vereinigte Staaten |
| 6     | Schweden           |
| 7     | Tschechien         |
| 8     | Dänemark           |
| 9     | Frankreich         |
| 10    | Japan              |